# Варшавский вокзал (Гатчина)

Карта расположения двух вокзалов в Гатчине

Варша́вский вокза́л — пассажирский терминал железнодорожной станции Гатчина-Варшавская на линиях Санкт-Петербург — Луга, Санкт-Петербург — Ивангород, один из двух вокзалов города Гатчины Ленинградской области.
Расположен у пересечения улиц Карла Маркса и Чкалова. На станции останавливаются все проходящие через неё пригородные поезда. Около вокзала расположена конечная остановка большинства городских и пригородных автобусных маршрутов.

## История
Движение по Петербурго-Варшавской железной дороге от Санкт-Петербурга до Гатчины было открыто 31 октября (12 ноября) 1853 года. На участке Гатчина — Луга — 5 (17) декабря 1853 года.
В 1858 году был готов проект постоянной станции и пассажирского здания, который разработал архитектор П. О. Сальманович. Вокзал представлял собой вытянутый павильон с арочными окнами и дверями, в котором императорскую половину от кассового зала и вестибюлей 1-го, 2-го и 3-го классов отделял сквозной проход. Пассажирское здание было открыто 10 февраля 1859 года[календарный стиль?]. В 1858—1859 годах построен Газовый завод, — станция освещалась газом с 8 февраля 1859 года[календарный стиль?].
В 1870 году станция стала узловой: построена ветка на станцию Гатчина — Товарная — Балтийская, соединившая с Балтийской ж. д.
В 1888 году инженер Ф. Ясинский разработал проект металлического навеса над пассажирской платформой. В 1895 году была построена электрическая станция для освещения железнодорожной станции.
Во время Великой Отечественной войны и оккупации вокзал был разрушен. После войны было построено новое здание вокзала в классическом стиле по проекту архитектора Д. П. Бурышкина.
В 1966 году был электрифицирован грузовой парк в составе участка Гатчина-Пассажирская-Балтийская - Сиверская.
В 1967 году пути пассажирского парка станции были электрифицированы, с 6 ноября сообщение с Ленинградом стало осуществляться и электропоездами.
В 2000-е годы вокзал прошёл капитальный ремонт. В 2009 году на станции установлена автоматизированная система контроля оплаты проезда с турникетами.

## Галерея

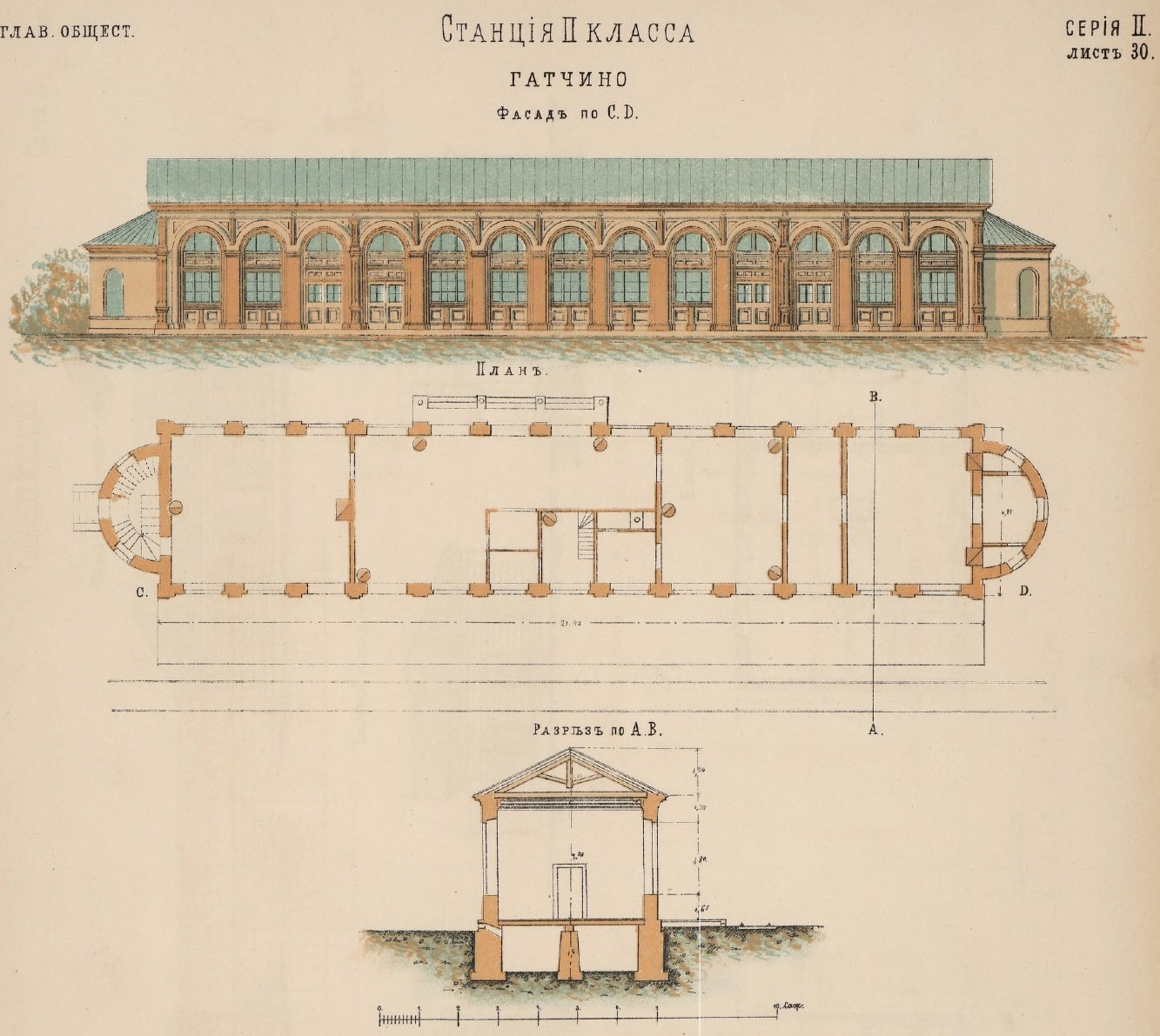
Чертёж первого вокзала
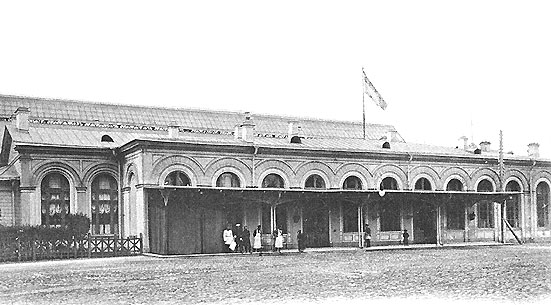
Варшавский вокзал. Фото начала XX века
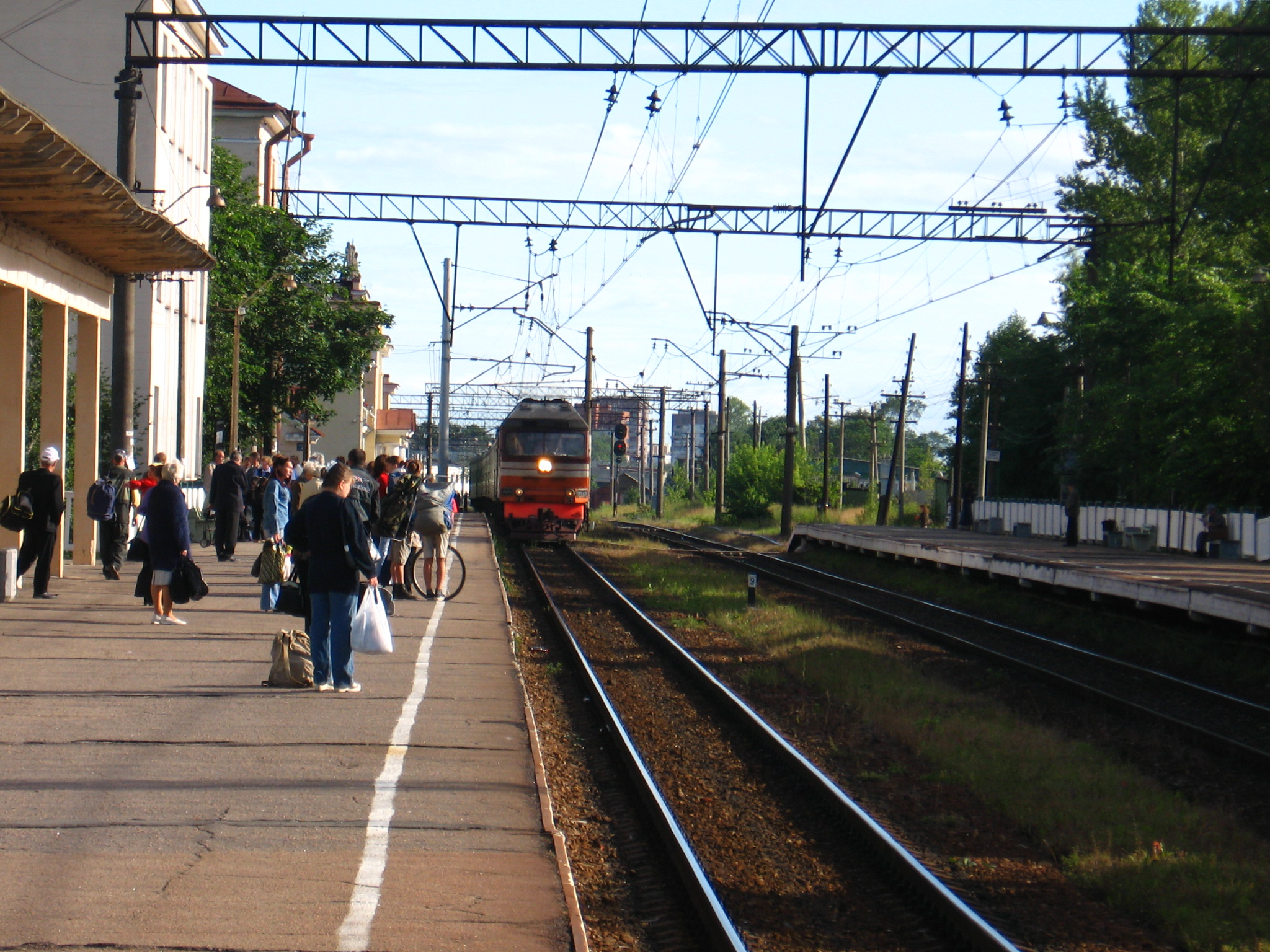
Платформа в сторону Луги, 2005 год